# Ischnochiton bergoti
Ischnochiton bergoti är en blötdjursart som först beskrevs av Vélain 1877.  Ischnochiton bergoti ingår i släktet Ischnochiton och familjen Ischnochitonidae. Inga underarter finns listade i Catalogue of Life.